# Stina Nilsson Bassell
Stina Nilsson Bassell, född den 13 juni 1963 i Västervik, är en svensk författare. Hon är bosatt i Norrköping och har tidigare bott i Linköping. Hon blev medlem i Sveriges Författarförbund 2015. Hon debuterade 2010 med sagoboken Sagan om smått och gott.
Stina Nilsson Bassell är utbildad journalist och har främst arbetat som frilansande radiojournalist. Hon har även jobbat inom äldreomsorgen, som fritidsledare och lokalvårdare.
Motivering Region Östergötlands Honnörsstipendium 2015: ”Stina Nilsson Bassell tilldelas Region Östergötlands honnörsstipendium för sitt enastående författarskap som rymmer många av livets frågeställningar kring det personliga och det allmänmänskliga. Hennes inlevelseförmåga och erfarenheter som gestaltas i hennes skrivande gör hennes böcker till meningsskapande och till levande litteratur för läsaren.”

## Stipendier
- Sveriges Författarförbund, stipendium 2015
- Region Östergötland, Honnörsstipendium 2015